# 金聖公祠
24°08′53″N 120°32′53″E / 24.148057°N 120.548173°E
金聖公祠，是於臺灣臺中市大肚區大東里的陰廟，有祭祀拍瀑拉族的祖靈。

## 原民祭祀

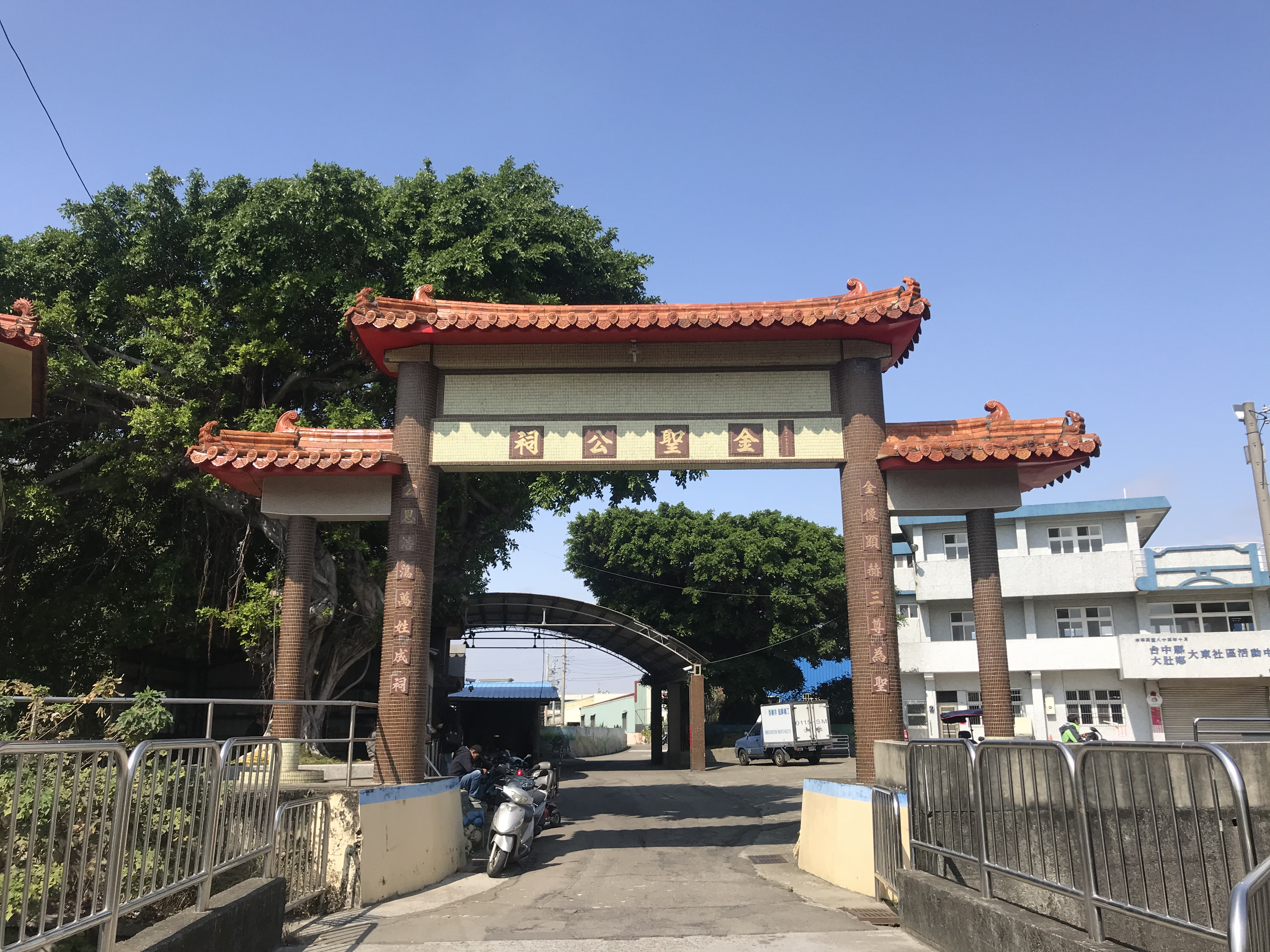
金聖公祠牌樓與大東社區活動中心

大肚原為大肚王國拍瀑拉族大肚社所在，他們將戰死者埋在今大肚茄苳媽廟附近。拍瀑拉族會在農曆七月一日、二日舉行祭祖，準備石礗魚、糯米飯和類似草粿的「嘟嘟」、以及米酒作供品。
在多次戰爭後，拍瀑拉族先遷到今日大里區大里橋北側的大突寮定居，後又移到太平區黃竹山區，最後定居埔里鎮大肚城。二十世紀中葉，茄苳媽廟附近的遺骸，移至大東村金聖公祠後的兩座墳塚，因骨骸的腿骨長，曾被誤認為是戰死的荷蘭士兵。
2003年8月21日，大肚城拍瀑拉族委員會張麗盆、望山文化工作室白棟樑等人來金聖公祠，以古禮祭祀先人。拍瀑拉族也祭祀沙鹿區的普善寺。

## 宗教衝突

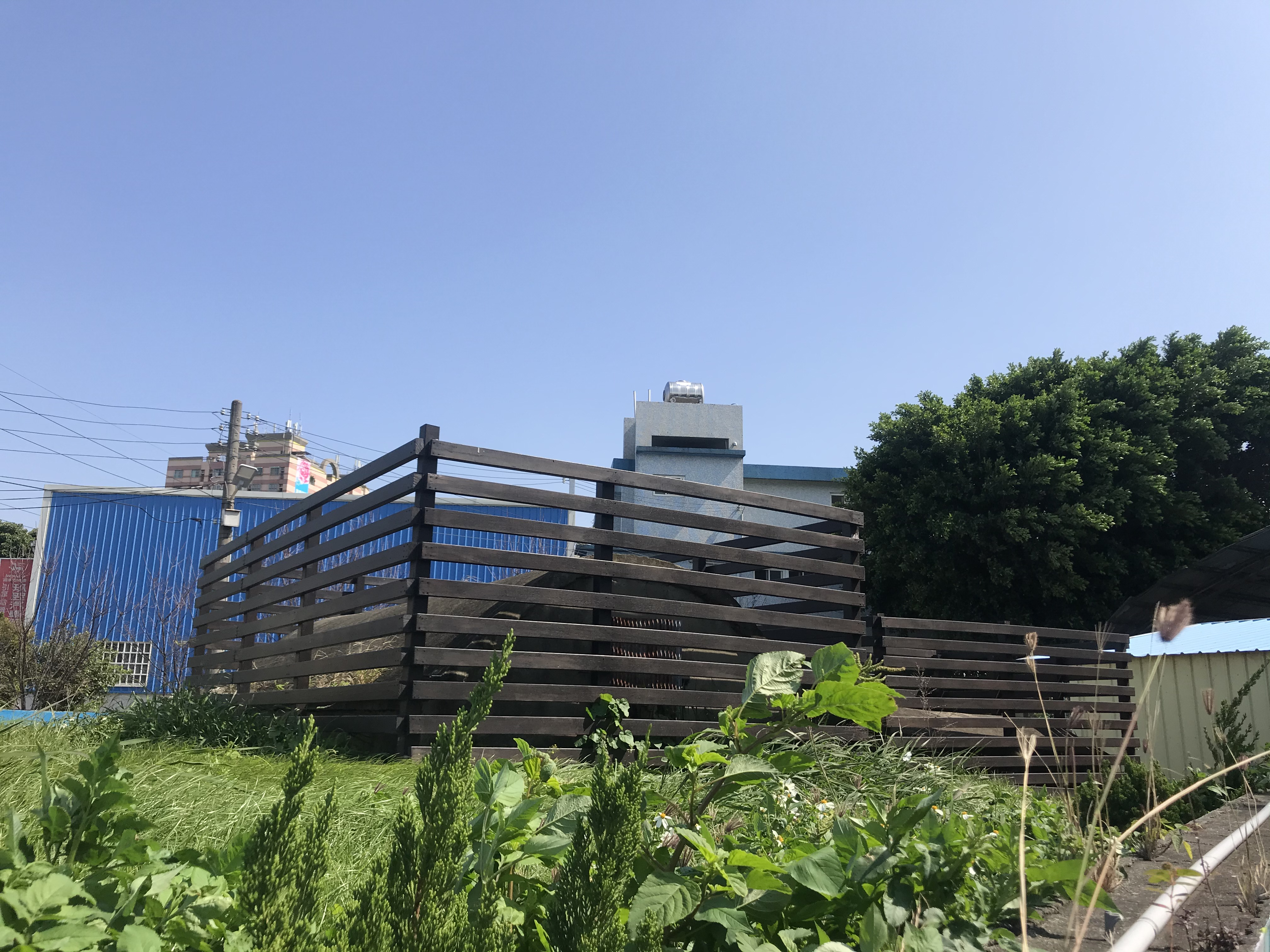
金聖公祠後墳塚

照往例，大肚永順村的崁仔頂永順宮從南鯤鯓代天府進香回來途中，會沿途舉行收服孤魂野鬼的儀式，再把鬼放在金聖公祠，以便早日超生。2002年7月21日，大東村活動中心舉行鄰長會議，大東村長趙廣榮宣佈，自去年永順宮將車禍橫死的孤魂野鬼送到金聖公祠後，大東村就發生許多車禍、及居民上吊事件，一年中有十人死亡，村民對此十分介意，反對再收納孤魂野鬼。同月28日，大東村村民大會上，決議大東村廿九個鄰，每鄰出五人，共一百四十五人，攔住通往金聖公祠的四個路口，必要時對永順宮進香團潑糞。
8月2日清晨，永順宮廟方請示神明後，表示回程還是繞經大東村，由大肚鄉自由路轉仁德路、沙田路，如果金聖公祠有人出面接神轎，才會進入金聖公祠。事後永順宮又回應，這三年大肚鄉車禍及不幸事件明顯減少，可以由警方統計數字獲得証明。3日當天，仍依計畫從中彰大橋的龍井鄉端就徒步走回大肚，警方擔心兩村衝突，便派遣包括霹靂小組前往。當日永順宮有四百多名信徒參加，途經金聖公祠時僅於外面的自由路作法約十五分鐘。大東村則請來法師作法，要鬼隨永順宮五府王爺而去，不要逗留。
事後大家議論紛紛，永順宮所收納的孤魂野鬼究竟到那裡去了？永順宮主委陳景興表示，當然是成功送入金聖公祠了，那天既然大東村民不願讓神轎進入，五府千歲只好把金聖公伯請出，兩神就在街口進行移交作業，並請媽祖居中協調，而8月4日中午永順宮香爐發爐，是五府千歲高興以和平收場。